# 圣安东尼奥-达斯米松伊斯
圣安东尼奥-达斯米松伊斯是巴西南大河州的一个市镇。总面积1714.239平方公里，总人口11863人，人口密度6.9人/平方公里。